# Taça de Prata

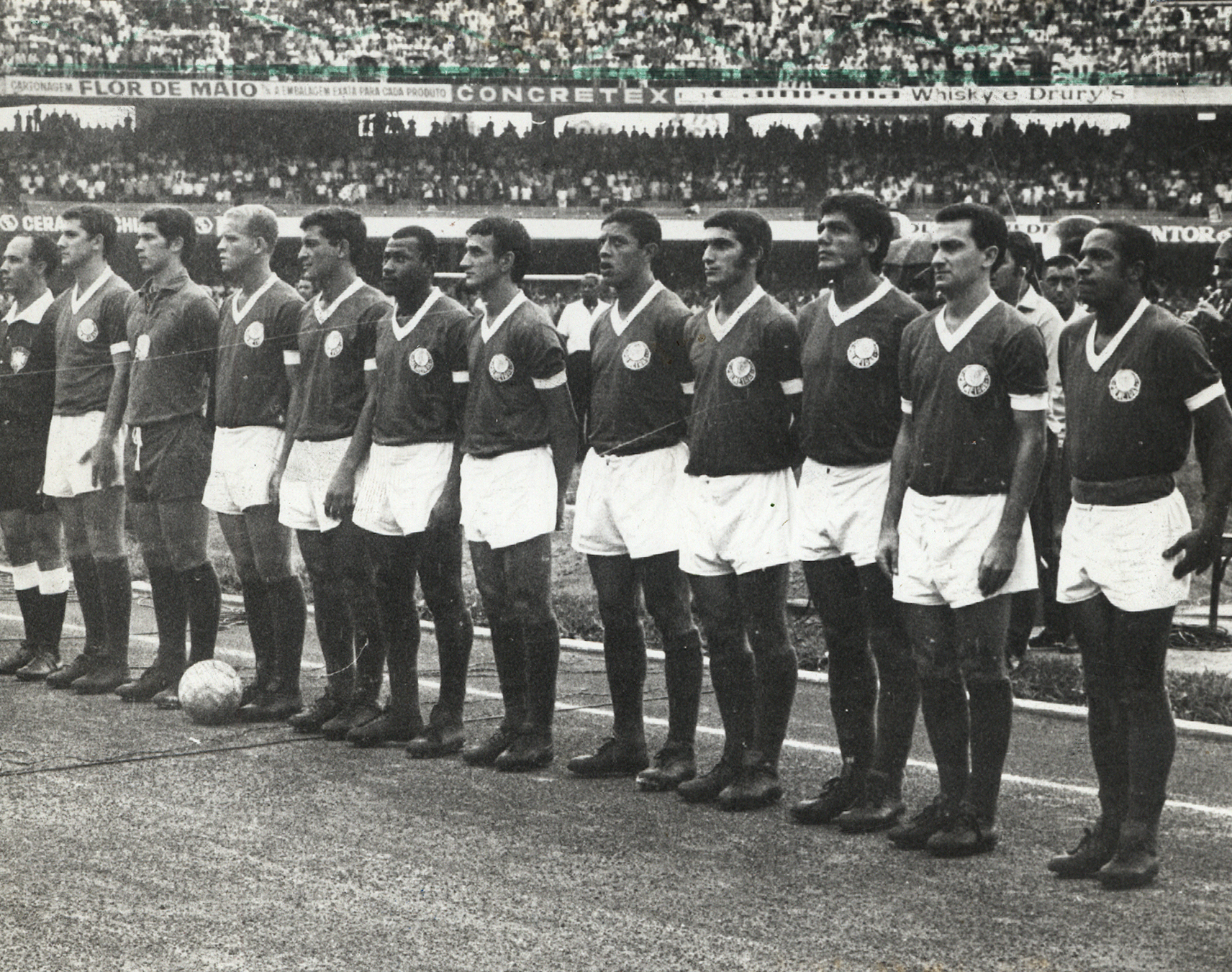
Time do Palmeiras na Taça de Prata, 1969

Taça de Prata foram duas distintas competições de futebol no Brasil. Inicialmente, esta nomenclatura foi utilizada pela CBD para designar oficialmente, em sua época de disputa, os Campeonatos Brasileiros realizados entre 1968 e 1970, período em que o campeonato ficou popularmente conhecido como Torneio Roberto Gomes Pedrosa. Posteriormente, a CBF (sucessora da CBD) adotou o nome de forma oficial para designar as edições correspondentes a Segunda Divisão do Campeonato Brasileiro entre 1980 e 1985 (exceto na edição de 1984, quando foi chamada oficialmente de Taça CBF) — época a qual a Primeira Divisão nacional era conhecida como Taça de Ouro.

## História

### Origem
A primeira menção a uma taça de prata acontece no grande interestadual promovido pela CBD em 1920, na última rodada, o campeão riograndense recebe a taça de prata do fabricante de uma espécie de bazar em Pelotas, onde a princesa Isabel fez compras, o Bule Monstro, na fachada existia um bule gigante desde 1882 até 1968. Nesse ano, a CBD assume o interestadual que se torna certame nacional e oferece a Taça de Prata que sai de cena em 1970, substituída pelo Campeonato Nacional de Clubes, com um troféu no formato de bule.

### Série A
Em 1968, após a Confederação Brasileira de Desportos (CBD) assumir a organização do Torneio Roberto Gomes Pedrosa (atual Campeonato Brasileiro de Futebol), o nome Taça de Prata passou a ser utilizado pela entidade máxima do futebol brasileiro para designar oficialmente este campeonato até o ano de 1970, quando passou a ser denominado oficialmente de Campeonato Nacional de Clubes na edição seguinte. Entretanto, estas três edições (1968, 1969 e 1970) disputadas neste período ficaram popularmente mais conhecidas como Torneio Roberto Gomes Pedrosa, a nomenclatura oficial da edição de 1967.

### Série B
O primeiro torneio de futebol realizado no Brasil que caracterizava-se como uma Segunda Divisão do Campeonato Brasileiro foi realizado em 1971, tendo uma segunda edição disputada no ano seguinte, porém, nenhum dos campeões das duas edições subiram para a Primeira Divisão. Desmoralizada, e também devido à política da ditadura militar que tinha o objetivo de prover a integração nacional através do futebol, a Segunda Divisão não foi realizada entre 1973 e 1979, pois para atingir seu objetivo, a ditadura pressionava a CBD para que a entidade colocasse equipes de todas as regiões do País na Primeira Divisão. Com isso, deixando o certame bastante inchado e sem a necessidade de disputa de divisões de acesso.
Em 1980, devido ao desmembramento da CBD ocorrido no ano anterior, o futebol brasileiro passou a contar com sua própria entidade, a Confederação Brasileira de Futebol (CBF). A nova entidade promoveu uma reformulação no principal torneio de futebol do Brasil, em que resultou na criação de duas competições, a Taça de Ouro, sendo considerada a Primeira Divisão, e a Taça de Prata, uma espécie de Segunda Divisão. Entretanto, esses dois torneios caracterizavam-se mais como "módulos" do mesmo campeonato, do que duas divisões, pois, embora fossem consideradas competições diferentes, para fins de organização e premiação, os torneios interligavam-se na fase semifinal, quando as quatro equipes melhor classificadas na primeira fase da Taça de Prata entravam na disputa da segunda fase da Taça de Ouro no mesmo ano; ou seja, as duas taças não podem ser consideradas competições verdadeiramente separadas, já que as mesmas se interligavam e a Taça de Prata não representava um sistema real de acesso e descenso, a Taça de Ouro, contava com a participação dos clubes que tivessem obtido as melhores classificações em seus respectivos campeonatos estaduais, e a Taça de Prata, recebia as equipes que não conseguiam obter vaga na Taça de Ouro.
Em 1984, a Taça de Prata foi renomeada para Taça CBF, mas na edição seguinte voltou a ser designada de Taça de Prata. Porém, neste ano, acabou não classificando nenhuma equipe para a disputa do título nacional do mesmo ano; ou seja, exclusivamente em 1985, pode-se considerá-la como uma verdadeira "segunda divisão". Esta foi a última edição deste inédito mecanismo de "acesso intermediário" criado pela CBF. E, a Série B só voltou a ser disputada oficialmente em 1988, sendo nomeada, desta vez, de Divisão Especial e, pela primeira vez, a competição contou com um sistema verdadeiro de acesso e descenso, conforme exigido pela FIFA.

## Campeões
* Oficialmente parte da Série B do Campeonato Brasileiro de seus respectivos anos.

### Por clube
| Estado           | Campeões | Vice-campeões | 3º Lugar | 4º Lugar |
| ---------------- | -------- | ------------- | -------- | -------- |
| Palmeiras        | 1        | 1             | 0        | 1        |
| Santos           | 1        | 0             | 0        | 0        |
| Fluminense       | 1        | 0             | 0        | 0        |
| Londrina         | 1        | 0             | 0        | 0        |
| Guarani          | 1        | 0             | 0        | 0        |
| Campo Grande     | 1        | 0             | 0        | 0        |
| Juventus-SP      | 1        | 0             | 0        | 0        |
| Tuna Luso        | 1        | 0             | 0        | 0        |
| CSA              | 0        | 3             | 0        | 0        |
| Cruzeiro         | 0        | 1             | 0        | 1        |
| Internacional    | 0        | 1             | 0        | 0        |
| Anapolina        | 0        | 1             | 0        | 0        |
| Goytacaz         | 0        | 1             | 0        | 0        |
| Joinville        | 0        | 0             | 1        | 1        |
| Vasco da Gama    | 0        | 0             | 1        | 0        |
| Corinthians      | 0        | 0             | 1        | 0        |
| Atlético Mineiro | 0        | 0             | 1        | 0        |
| Ferroviária      | 0        | 0             | 1        | 0        |
| Remo             | 0        | 0             | 1        | 0        |
| Uberaba          | 0        | 0             | 1        | 0        |
| Figueirense      | 0        | 0             | 1        | 0        |
| Botafogo         | 0        | 0             | 0        | 1        |
| Botafogo-SP      | 0        | 0             | 0        | 1        |
| Comercial-MS     | 0        | 0             | 0        | 1        |
| Brasília         | 0        | 0             | 0        | 1        |
| Operário-MS      | 0        | 0             | 0        | 1        |

### Por federação
| Estado             | Campeões | Vice-campeões | 3º Lugar | 4º Lugar |
| ------------------ | -------- | ------------- | -------- | -------- |
| São Paulo          | 4        | 1             | 2        | 2        |
| Rio de Janeiro     | 2        | 1             | 1        | 1        |
| Pará               | 1        | 0             | 1        | 0        |
| Paraná             | 1        | 0             | 0        | 0        |
| Alagoas            | 0        | 3             | 0        | 0        |
| Minas Gerais       | 0        | 1             | 2        | 1        |
| Rio Grande do Sul  | 0        | 1             | 0        | 0        |
| Goiás              | 0        | 1             | 0        | 0        |
| Santa Catarina     | 0        | 0             | 2        | 1        |
| Mato Grosso do Sul | 0        | 0             | 0        | 2        |
| Distrito Federal   | 0        | 0             | 0        | 1        |